# Klang der Stille
Klang der Stille (Copying Beethoven) ist ein US-amerikanisches Filmdrama von Agnieszka Holland aus dem Jahr 2006.

## Handlung
Die Handlung spielt im Jahr 1824. Ludwig van Beethoven ist mit der Fertigstellung seiner 9. Sinfonie in Verzug, deren Premiere unmittelbar bevorsteht. Verleger Schlemmer schickt ihm daher Anna Holtz als Kopistin und erklärt auf Beethovens verärgerte Nachfrage, wieso er eine Frau geschickt habe, es gebe niemand Besseren. Anna absolviert ein von ihrem Vater finanziertes Musikstudium und ist mit dem Ingenieur Martin Bauer liiert, der mit seinem Entwurf einer Brücke einen wichtigen Architekturwettbewerb zu gewinnen hofft.
Beethoven bleibt Anna gegenüber lange skeptisch und herablassend, da er grundsätzlich nicht glaubt, dass Frauen kreative Arbeit leisten können. Als sie in der Sinfonie eine eigenmächtige Änderung vornimmt, muss er zunächst seinen Stolz hinunterschlucken, bevor er zugibt, dass ihre Version besser ist. Nun freunden sich beide an und stellen die Sinfonie gemeinsam fertig.
Während der Arbeit an der Sinfonie hat Beethoven nicht nur mit seiner Taubheit und anderen Krankheiten zu kämpfen, sondern auch mit Sorgen um seinen Neffen Karl, in dem er einen großen Pianisten sieht, doch dieser macht sich auf Beethovens Kosten nur ein schönes Studentenleben. was er Anna gegenüber offen zugibt. Karl schreckt nicht einmal davor zurück, seinen Onkel zu bestehlen.
Als sich bei den Proben für die Uraufführung herausstellt, dass Beethoven wegen seiner Ertaubung nicht mehr sicher dirigieren kann, schlägt Anna ihm vor, ihn aus dem Orchestergraben für das Publikum unsichtbar zu unterstützen. Die Aufführung wird ein Erfolg.
Die Freundschaft wird jedoch auf eine harte Probe gestellt, als Beethoven Martin Bauers Brückenentwurf, den er für „steril“ hält, zerstört und eine Eigenkomposition Annas verächtlich als „Furzissimo“ bezeichnet. Doch als er erkennt, wie hart sie das trifft, hilft er ihr mit Verbesserungsvorschlägen und seelischem Beistand. Hoffnungsvoll sehen beide der Premiere von Beethovens neuestem Streichquartett entgegen, der „Großen Fuge“. Diese Aufführung wird jedoch wegen der harmonischen Kühnheit des Stückes zum Fehlschlag. Kurz nach der Premiere bricht Beethoven zusammen und stirbt wenig später.

## Kritiken
Michael Rechtshaffen schrieb in der Zeitschrift The Hollywood Reporter, die Darstellung von Ed Harris würde ihn für „große Preise“ prädestinieren, die Zuschauer würden jedoch wenig Gefallen am Film finden. Der Charakter von Anna Holtz sei ein „Gemisch“ von vielen real existierenden Personen und wirke künstlich („she never feels like anything other than a writer’s device“). Die Darstellung von Diane Kruger verleihe dem Charakter keine Leidenschaft.
Ruthe Stein bezeichnete im San Francisco Chronicle die Idee des Films als „faszinierend“. Die Filmautoren hätten sich jedoch eher auf van Beethoven als auf die „extrem langweilige“ Anna Holtz konzentrieren sollen. Stein lobte stark die „enorme Energie“ der Darstellung von Ed Harris.
„Die Filmbiografie reiht zeithistorische Anekdoten aneinander und versieht sie mit viel Lokalkolorit, wobei es nicht gelingt, zum Wesen der Kunst vorzudringen. Auch darstellerisch kann der sich ambitioniert gebende Film nicht überzeugen.“ – Lexikon des internationalen Films

## Auszeichnungen
Agnieszka Holland gewann im Jahr 2006 den CEC Award for Best Film des San Sebastián International Film Festivals und wurde für den Golden Seashell desselben Festivals nominiert. Sie wurde 2007 für den Goya Award nominiert.
Andrew Glen wurde für den Tonschnitt für den Golden Reel Award nominiert.

## Hintergrund
Der Film wurde in London und in Ungarn gedreht. Seine Produktionskosten betrugen schätzungsweise 11 Millionen US-Dollar. Die Weltpremiere fand am 30. Juli 2006 auf dem US-amerikanischen Napa-Sonoma Film Festival statt; am 10. September 2006 wurde der Film auf dem Toronto Film Festival vorgestellt.